# Pierre Baraton
Pour les articles homonymes, voir Baraton.
Pierre Baraton né le 19 janvier 1940 à Toulouse et mort le 13 mai 2008, est un ancien officier de l'armée de l'air française, devenu haut fonctionnaire et préfet.
Parcours atypique et accès à la préfectorale sans avoir été élève à l'ENA, ce point de passage qui semble de plus en plus obligé.

## Biographie

### Parcours initial
Fils d'un colonel d'infanterie, après des études au collège Notre-Dame du Kreisker de Saint-Pol-de-Léon, il s'oriente tout d'abord vers la carrière des armes en entrant au prytanée national militaire de La Flèche, puis à l'École de l'Air de Salon-de-Provence.
Il en sort Ingénieur de l'École de l'Air.

### Pilote dans l'Armée de l'air
Officier de l'armée de l'air française, il devient pilote d'avions de transport en 1964, préférant, dit-il, « le transport à la chasse », « Aux commandes d'un Nord-Atlas ou d'un Transal, le pilote n'est jamais seul. Il est entouré d'un équipage. Chacun de ses membres a une mission bien précise. Cette notion d'équipage ne m'a jamais quitté ». 
L'opportunité se présente ensuite de devenir aide de camp du ministre de la Défense, de 1971 (avec Michel Debré) à 1974 (avec Robert Galley son successeur).

### Débuts dans la haute-administration et la préfectorale
En 1975, Pierre Baraton quitte l'uniforme de l'armée pour celui de sous-préfet.
Directeur de cabinet du préfet de la Martinique, puis de celui de la Seine-Saint-Denis, il devient en avril 1978 chef de cabinet du secrétaire d'État auprès du ministre de l'Agriculture, Jacques Fouchier. Il est ensuite sous-préfet de Montdidier en septembre 1981, puis de Thonon-les-Bains en septembre 1982. Il est ensuite nommé administrateur civil à l'Institut des hautes études de défense nationale (IHEDN), en novembre 1985, puis au secrétariat d'État à la Mer, Ambroise Guellec, en mars 1986. Il est un des membres de la mission interministérielle pour la mer, à partir d'août 1988, avant de devenir secrétaire général pour l'administration de la police de Marseille en octobre 1989. Fonction qu'il cumule avec le secrétariat général de la zone de défense Sud à partir de 1990. Enfin, il est nommé secrétaire général de la préfecture de la Loire-Atlantique à Nantes en août 1993, restant quatre ans à ce poste.

### Préfet des Ardennes
En 1997, il accède à la fonction de préfet des Ardennes ,,, territoire où était né un de ses lointains aïeux, le général Jean Hardy, né à Mouzon en 1762. Le contexte économique et social de ce département reste médiocre, malgré une reprise en France, en raison des difficultés du secteur industriel métallurgique et textile dans la vallée de la Meuse.
Il s'emploie à créer une dynamique économique plus forte, pousse des dossiers d'amélioration de l'infrastructure sur les transports et se montre favorable à l'action d'associations telle que Droit de cité Ardennes, d'Hamid Mohand-Kacé, cherchant à améliorer les relations entre les jeunes et les entreprises. Hamid Mohand-Kacé rendra d'ailleurs hommage, quelques années plus tard, à ce rôle précurseur.
Lors de son départ, la crise liée à la fermeture définitive de l'entreprise Cellatex à Givet se dessine, « une situation de détresse terrible ». C'est son successeur, Jean-Claude Vacher, qui aura à gérer cette crise à son paroxysme.

### Parcours complémentaire
En juillet 2000, devenu préfet hors cadre, il rejoint la Normandie comme directeur des services du conseil général de la Seine-Maritime. Mais c'est à Nantes que s'achève son parcours professionnel atypique, en tant que délégué du médiateur de la République, recevant les requérants dans les deux maisons de la justice et du droit de Nantes, à la préfecture ou à la sous-préfecture de Saint-Nazaire, et au centre pénitentiaire. Ils sont cinq délégués en Loire-Atlantique (400 en France), et se partagent 600 à 1000 dossiers par an. 20 % des dossiers se révèlent en fait des demandes d'informations, 30 % des besoins d'orientations, face aux méandres de l'administration, et 50 % des médiations. « Il s'agit surtout de litiges avec la CAF ou les Assedic, de contraventions, notamment après un flash de radar, de problèmes d'impôts, et de plus en plus de dossiers d'urbanisme », explique Pierre Baraton,
.
Une fonction de dialogue qui convient à son tempérament :  « même les tâches les plus sérieuses peuvent se faire avec humour ». 

## Récompenses et distinctions

### Décorations
- Officier de la Légion d'honneur le 31 décembre 1992[12].
- Commandeur de l'ordre national du Mérite le 15 mai 2000[13].
- Chevalier de l'ordre du Mérite agricole (1981)[14].